# Coupe de la confédération 2020-2021
Navigation
Édition précédente Édition suivante
La Coupe de la confédération 2020-2021 est la 18e édition de la Coupe de la confédération, seconde compétition africaine de football interclubs, mettant aux prises les meilleures formations non qualifiées pour la Ligue des champions de la CAF.
La compétition devait initialement se dérouler du 7 août 2020 au 23 mai 2021 mais est reportée en raison de la pandémie de Covid-19 du 27 novembre 2020 au 10 juillet 2021. Les rencontres se déroulent à huis clos.
Le vainqueur est le club marocain du Raja Club Athletic, qui a battu la JS Kabylie 2-1 en finale. Il se qualifie pour la Supercoupe de la CAF face à Al Ahly SC, vainqueur de la Ligue des champions de la CAF 2020-2021.

## Sponsoring
En juillet 2016, Total a annoncé avoir passé un accord de sponsoring avec la Confédération africaine de football (CAF). L’accord vaut pour les huit prochaines années et concernera les dix principales compétitions organisées par la CAF, dont la Coupe de la Confédération de la CAF, qui est désormais baptisée "Coupe de la Confédération de la CAF Total" ou "Coupe de la Confédération Total".

## Participants
- Théoriquement, jusqu'à 56 fédérations membres de la Confédération africaine de football peuvent inscrire une formation en Coupe de la confédération 2020-2021.
- Les 12 pays les mieux classés en fonction du Classement 5-Year de la CAF peuvent inscrire 2 clubs par compétition. Pour la compétition de cette année, la Confédération africaine de football va utiliser le Classement 5-Year de la CAF d'entre 2016 et 2020. En conséquence, 51 clubs ont pu entrer dans le tournoi.

## Calendrier
Voici le calendrier officiel publié sur le site internet de la CAF,.
| Nom                                             | Tirage au sort | Match aller                  | Match retour                 | Nombre de participants |
| ----------------------------------------------- | -------------- | ---------------------------- | ---------------------------- | ---------------------- |
| Tours de qualification (2020-2021)              |                |                              |                              |                        |
| Tour préliminaire                               | 9 novembre     | 27-29 novembre               | 4-6 décembre                 |                        |
| Premier tour                                    | 9 novembre     | 22-23 décembre               | 5-6 janvier                  |                        |
| Barrages                                        | 17 janvier     | 12 février                   | 19 février                   |                        |
| Phase de groupes (2021)                         |                |                              |                              |                        |
| Journées 1 et 4 Journées 2 et 5 Journées 3 et 6 | 22 février     | 10 mars 16-17 mars 2-4 avril | 9-11 avril 21 avril 28 avril | 16                     |
| Phase finale (2021)                             |                |                              |                              |                        |
| Quarts de finale                                | 30 avril       | 14-16 mai                    | 21-23 mai                    | 8                      |
| Demi-finales                                    | 30 avril       | 18-20 juin                   | 25-27 juin                   | 4                      |
| Finale                                          | 30 avril       | 10 juillet                   | 10 juillet                   | 2                      |

## Tours de qualification

### Tour préliminaire
| Équipe                  | Aller  | Total           | Retour | Équipe                   |
| ----------------------- | ------ | --------------- | ------ | ------------------------ |
| AS Kaloum Star          | 1 - 1  | 1 - 2           | 0 - 1  | FC Tevragh Zeïna         |
| CI Kamsar               | 0 - 0  | 0 - 1           | 0 - 1  | Renaissance FC           |
| Yeelen Olympique        | 0 - 1  | 1 - 2           | 1 - 1  | US GN                    |
| Gamtel FC               | 0 - 1  | Forfait         | Annulé | Tihad AS                 |
| ASC Jaraaf              | 3 - 1  | 3 - 1           | 0 - 0  | Kano Pillars             |
| AS Arta/Solar7          | 0 - 1  | 1 - 10          | 1 - 9  | Al-Mokawloun Al-Arab     |
| Al-Ittihad              | 4 - 1  | 7 - 1           | 3 - 0  | Horseed FC               |
| US Monastir             | 2 - 0  | 3 - 2           | 1 - 2  | Fasil Kenema SC          |
| Namungo FC              | 3 - 0  | Forfait         | Annulé | Al-Rabita FC             |
| GD Sagrada Esperança    | Annulé | Forfait         | Annulé | Mbabane Swallows FC      |
| Orapa United            | 2 - 1  | 2 - 2           | 0 - 1  | AS Kigali                |
| Ngazi Sport de Mirontsi | 1 - 5  | 2 - 9           | 1 - 4  | NAPSA Stars Lusaka       |
| Étoile du Congo         | 1 - 1  | 1 - 1           | 0 - 0  | FC Onze Bravos do Maquis |
| Al Amal SC              | 1 - 0  | 4 - 0           | 3 - 0  | KVZ SC                   |
| Ashanti Gold SC         | 0 - 0  | 1 - 2           | 1 - 2  | Salitas FC               |
| Musongati FC            | 2 - 2  | 3 - 4           | 1 - 2  | Green Eagles FC          |
| Unisport de Sokodé      | 0 - 2  | 1 - 2           | 1 - 0  | Cotonsport Garoua        |
| AS Maniema Union        | 0 - 2  | 2 - 2 (2-3 tab) | 2 - 0  | Bloemfontein Celtic      |
| Futuro Kings            | 2 - 1  | 3 - 3 (0-2 tab) | 1 - 2  | Rivers United            |

### Premier tour
Les dix-neuf vainqueurs du tour préliminaire sont rejoints par treize équipes. Les vainqueurs de ce premier tour sont qualifiés pour le tour de barrages  pour affronter les perdants reversés du premier tour de la Ligue des champions de la CAF 2020-2021.
| Équipe               | Aller  | Total   | Retour | Équipe          |
| -------------------- | ------ | ------- | ------ | --------------- |
| FC Tevragh Zeïna     | 0 - 0  | 0 - 2   | 0 - 2  | RS Berkane      |
| Renaissance FC       | Annulé | Forfait | Annulé | ES Sétif        |
| USGN                 | 1 - 2  | 1 - 4   | 0 - 2  | JS Kabylie      |
| Tihad AS             | 4 - 0  | 5 - 1   | 1 - 1  | ESAE FC         |
| ASC Jaraaf           | 0 - 1  | 2 - 2   | 2 - 1  | FC San-Pédro    |
| Al Mokawloon Al Arab | 0 - 0  | 1 - 2   | 1 - 2  | ES Sahel        |
| Al Ittihad           | 0 - 1  | 2 - 4   | 2 - 3  | Pyramids FC     |
| US Monastir          | 2 - 0  | 2 - 0   | 0 - 0  | Al Ahli         |
| Namungo FC           | 2 - 0  | 5 - 3   | 3 - 3  | Al Hilal Obayid |
| GD Sagrada Esperança | 0 - 1  | Forfait | Annulé | Orlando Pirates |
| AS Kigali            | 2 - 0  | 3 - 3   | 1 - 3  | KCCA            |
| NAPSA Stars Lusaka   | 0 - 0  | 1 - 1   | 1 - 1  | UD Songo        |
| Bravos do Maquis     | 0 - 1  | 1 - 3   | 1 - 2  | DC Motema Pembe |
| Al Amal SC           | 0 - 1  | 0 - 3   | 0 - 2  | Faso Salitas    |
| Green Eagles FC      | 0 - 2  | 0 - 3   | 0 - 1  | Coton Sport     |
| Bloemfontein Celtic  | 0 - 2  | 0 - 5   | 0 - 3  | Rivers United   |

### Tour de barrages
Les 15 perdants au premier tour de la Ligue des champions sont repêchés et affronteront 15 vainqueurs du premier tour de la Coupe de la confédération. Un tirage au sort est effectué au Caire le 8 janvier 2021 à 12:00 GMT pour déterminer les affiches.
Les 15 vainqueurs du tour de barrage passeront en phase de groupes pour rejoindre le RS Berkane, qui s'est qualifié directement en phase de groupes en tant que vainqueur du premier tour après le retrait de Gazelle FC de la compétition.
Qualifiés du tour précédent
- Pyramids FC
- ES Sétif
- JS Kabylie
- Orlando Pirates FC
- DC Motema Pembe
- Coton Sport
- Namungo FC
- US Monastir
- ES Sahel
- AS Kigali
- Tihad AS
- NAPSA Stars Lusaka
- Salitas
- ASC Jaraaf
- Rivers United

Perdants reversés du premier tour de la Ligue des champions de la CAF 2020-2021
- Raja CA
- CD Primeiro de Agosto
- Jwaneng Galaxy FC
- AS SONIDEP
- CS sfaxien
- Enyimba
- Gor Mahia
- AS Bouenguidi
- Asante Kotoko
- Young Buffaloes
- Al Ahly Benghazi
- Stade malien
- RC Abidjan
- FC Platinum
- Nkana FC

| Équipe                | Aller | Total           | Retour | Équipe             |
| --------------------- | ----- | --------------- | ------ | ------------------ |
| Enyimba               | 1 - 0 | 1 - 1 (5-4 tab) | 0 - 1  | Rivers United FC   |
| CD Primeiro de Agosto | 2 - 6 | 5 - 7           | 3 - 1  | Namungo FC         |
| FC Platinum           | 0 - 1 | 0 - 2           | 0 - 1  | ASC Jaraaf         |
| CS sfaxien            | 4 - 1 | 5 - 2           | 1 - 1  | AS Kigali          |
| Raja CA               | 1 - 0 | 1 - 1 (6-5 tab) | 0 - 1  | US Monastir        |
| Nkana FC              | 2 - 0 | 3 - 2           | 1 - 2  | Tihad AS           |
| Gor Mahia FC          | 0 - 1 | 2 - 3           | 2 - 2  | NAPSA Stars Lusaka |
| AS Bouenguidi         | 1 - 0 | 2 - 3           | 1 - 3  | Salitas            |
| Asante Kotoko         | 1 - 2 | 1 - 2           | 0 - 0  | ES Sétif           |
| Young Buffaloes       | 1 - 2 | 1 - 4           | 0 - 2  | ES Sahel           |
| AS SONIDEP            | 0 - 1 | 0 - 2           | 0 - 1  | Coton Sport        |
| Al Ahly Benghazi      | 1 - 1 | 2 - 2 (8-7 tab) | 1 - 1  | DC Motema Pembe    |
| Stade malien          | 2 - 1 | 2 - 2           | 0 - 1  | JS Kabylie         |
| RC Abidjan            | 0 - 2 | 0 - 4           | 0 - 2  | Pyramids FC        |
| Jwaneng Galaxy        | 0 - 3 | 0 - 4           | 0 - 1  | Orlando Pirates    |

## Phase de poules
Le tirage au sort se déroule au Caire le 22 février 2021 à 10:00 GMT. Certains matchs retours ne sont pas joués lors du tirage au sort.
Légende des classements
- Qualifié pour les quarts de finale

Légende des résultats
- Victoire à domicile
- Match nul
- Victoire à l'extérieur

| Chapeau 1  | Chapeau 1 | Chapeau 2   | Chapeau 2 | Chapeau 3          | Chapeau 3 | Chapeau 4          | Chapeau 4 |
| ---------- | --------- | ----------- | --------- | ------------------ | --------- | ------------------ | --------- |
| RS Berkane | 47 pts    | Pyramids FC | 20 pts    | Orlando Pirates FC | 8 pts     | Namungo FC         | 0 pt      |
| ES Sahel   | 47 pts    | CS Sfaxien  | 16 pts    | Nkana FC           | 8 pts     | Al Ahly Benghazi   | 0 pt      |
| Raja CA    | 39 pts    | ES Sétif    | 12 pts    | Coton Sport FC     | 2 pts     | ASC Jaraaf         | 0 pt      |
| Enyimba FC | 21 pts    | JS Kabylie  | 10 pts    | Salitas FC         | 2 pts     | NAPSA Stars Lusaka | 0 pt      |

Notes
T : Tenant du titre

### Groupe A
| Rang | Équipe           | Pts | J | G | N | P | Bp | Bc | Diff |  | Résultats (▼ dom., ► ext.) |     |     |     |     |
| ---- | ---------------- | --- | - | - | - | - | -- | -- | ---- |  | -------------------------- | --- | --- | --- | --- |
| 1    | Enyimba FC       | 9   | 6 | 3 | 0 | 3 | 6  | 8  | -2   |  | Enyimba FC                 |     | 1-0 | 2-1 | 2-1 |
| 2    | Orlando Pirates  | 9   | 6 | 2 | 3 | 1 | 5  | 2  | +3   |  | Orlando Pirates            | 2-1 |     | 0-0 | 3-0 |
| 3    | ES Sétif         | 8   | 6 | 2 | 2 | 2 | 5  | 3  | +2   |  | ES Sétif                   | 3-0 | 0-0 |     | 1-0 |
| 4    | Al Ahly Benghazi | 7   | 6 | 2 | 1 | 3 | 3  | 6  | -3   |  | Al Ahly Benghazi           | 1-0 | 0-0 | 1-0 |     |

### Groupe B
| Rang | Équipe      | Pts | J | G | N | P | Bp | Bc | Diff |  | Résultats (▼ dom., ► ext.) |     |     |     |     |
| ---- | ----------- | --- | - | - | - | - | -- | -- | ---- |  | -------------------------- | --- | --- | --- | --- |
| 1    | JS Kabylie  | 12  | 6 | 3 | 3 | 0 | 7  | 4  | +3   |  | JS Kabylie                 |     | 1-0 | 0-0 | 2-1 |
| 2    | Coton Sport | 9   | 6 | 3 | 0 | 3 | 10 | 6  | +4   |  | Coton Sport                | 1-2 |     | 2-0 | 5-1 |
| 3    | RS Berkane  | 8   | 6 | 2 | 2 | 2 | 4  | 4  | 0    |  | RS Berkane                 | 0-0 | 2-1 |     | 2-0 |
| 4    | NAPSA stars | 4   | 6 | 1 | 1 | 4 | 5  | 12 | -7   |  | NAPSA stars                | 2-2 | 0-1 | 1-0 |     |

### Groupe C
| Rang | Équipe     | Pts | J | G | N | P | Bp | Bc | Diff |  | Résultats (▼ dom., ► ext.) |     |     |     |     |
| ---- | ---------- | --- | - | - | - | - | -- | -- | ---- |  | -------------------------- | --- | --- | --- | --- |
| 1    | ASC Jaraaf | 11  | 6 | 3 | 2 | 1 | 5  | 3  | +2   |  | ASC Jaraaf                 |     | 1-1 | 1-0 | 2-0 |
| 2    | CS Sfaxien | 10  | 6 | 2 | 4 | 0 | 6  | 3  | +3   |  | CS Sfaxien                 | 0-0 |     | 2-2 | 1-0 |
| 3    | ES Sahel   | 8   | 6 | 2 | 2 | 2 | 6  | 5  | +1   |  | ES Sahel                   | 2-0 | 0-0 |     | 2-1 |
| 4    | Salitas FC | 3   | 6 | 1 | 0 | 5 | 2  | 8  | -6   |  | Salitas FC                 | 0-1 | 0-2 | 1-0 |     |

### Groupe D
| Rang | Équipe      | Pts | J | G | N | P | Bp | Bc | Diff |  | Résultats (▼ dom., ► ext.) |     |     |     |     |
| ---- | ----------- | --- | - | - | - | - | -- | -- | ---- |  | -------------------------- | --- | --- | --- | --- |
| 1    | Raja CA     | 18  | 6 | 6 | 0 | 0 | 13 | 0  | +13  |  | Raja CA                    |     | 2-0 | 2-0 | 1-0 |
| 2    | Pyramids FC | 12  | 6 | 4 | 0 | 2 | 7  | 5  | +2   |  | Pyramids FC                | 0-3 |     | 3-0 | 1-0 |
| 3    | Nkana FC    | 6   | 6 | 2 | 0 | 4 | 2  | 8  | -6   |  | Nkana FC                   | 0-2 | 0-1 |     | 1-0 |
| 4    | Namungo     | 0   | 6 | 0 | 0 | 6 | 0  | 9  | -9   |  | Namungo                    | 0-3 | 0-2 | 0-1 |     |

## Phase finale

### Qualification et tirage au sort
Les quatre premiers et les quatre deuxièmes de chaque groupe participent à la phase finale, qui débute par les quarts de finale. En cas d'égalité entre deux ou plusieurs équipes, le classement est déterminé d'abord par la différence de points particulière entre les équipes à égalité puis la différence de buts particulière. Les premiers 
sont têtes de série et reçoivent pour le match retour contrairement aux deuxièmes. La date du tirage au sort sera communiquée ultérieurement.
| Groupe | 1er de groupe – Tête de série | 2e de groupe – Non-tête de série |
| ------ | ----------------------------- | -------------------------------- |
| A      | Enyimba                       | Orlando Pirates                  |
| B      | JS Kabylie                    | Coton Sport                      |
| C      | ASC Jaraaf                    | CS Sfaxien                       |
| D      | Raja CA                       | Pyramids FC                      |

### Quarts de finale
| Équipe          | Aller | Total | Retour | Équipe     |
| --------------- | ----- | ----- | ------ | ---------- |
| Pyramids FC     | 4 - 1 | 5 - 2 | 1 - 1  | Enyimba    |
| Orlando Pirates | 1 - 1 | 1 - 5 | 0 - 4  | Raja CA    |
| Coton Sport     | 1 - 0 | 2 - 2 | 1 - 2  | ASC Jaraaf |
| CS sfaxien      | 0 - 1 | 1 - 2 | 1 - 1  | JS Kabylie |

### Demi-finales
| Équipe      | Aller | Total           | Retour | Équipe     |
| ----------- | ----- | --------------- | ------ | ---------- |
| Pyramids FC | 0 - 0 | 0 - 0 (4-5 tab) | 0 - 0  | Raja CA    |
| Coton Sport | 1 - 2 | 1 - 5           | 0 - 3  | JS Kabylie |

### Finale
La finale se dispute sur une seule rencontre.
| Club    | Score | Club       |
| ------- | ----- | ---------- |
| Raja CA | 2 - 1 | JS Kabylie |

### Tableau final
|  | Quarts de finale | Quarts de finale | Quarts de finale | Quarts de finale |             |             | Demi-finales | Demi-finales | Demi-finales | Demi-finales |  |  | Finale | Finale | Finale | Finale |
|  |                  |                  |                  |                  |             |             |              |              |              |              |  |  |        |        |        |        |
|  |                  |                  |                  |                  |             |             |              |              |              |              |  |  |        |        |        |        |
|  |                  |                  |                  |                  |             |             |              |              |              |              |  |  |        |        |        |        |
|  | Pyramids FC      | Pyramids FC      | 4                | 1                |             |             |              |              |              |              |  |  |        |        |        |        |
|  | Pyramids FC      | Pyramids FC      | 4                | 1                |             |             |              |              |              |              |  |  |        |        |        |        |
|  | Enyimba FC       | Enyimba FC       | 1                | 1                |             |             |              |              |              |              |  |  |        |        |        |        |
|  | Enyimba FC       | Enyimba FC       | 1                | 1                | Pyramids FC | Pyramids FC | 0            | 0            |              |              |  |  |        |        |        |        |
|  |                  |                  |                  |                  | Pyramids FC | Pyramids FC | 0            | 0            |              |              |  |  |        |        |        |        |
|  |                  |                  | Raja CA          | Raja CA          | 0           | 0 tab       |              |              |              |              |  |  |        |        |        |        |
|  | Orlando Pirates  | Orlando Pirates  | Raja CA          | Raja CA          | 0           | 0 tab       | 1            | 0            |              |              |  |  |        |        |        |        |
|  | Orlando Pirates  | Orlando Pirates  |                  |                  |             |             |              | 0            |              |              |  |  |        |        |        |        |
|  | Raja CA          | Raja CA          | 1                | 4                |             |             |              |              |              |              |  |  |        |        |        |        |
|  | Raja CA          | Raja CA          | 1                | 4                | Raja CA     | Raja CA     | 2            | 2            |              |              |  |  |        |        |        |        |
|  |                  |                  |                  |                  | Raja CA     | Raja CA     | 2            | 2            |              |              |  |  |        |        |        |        |
|  |                  |                  | JS Kabylie       | JS Kabylie       | 1           | 1           |              |              |              |              |  |  |        |        |        |        |
|  | Coton Sport      | Coton Sport      | JS Kabylie       | JS Kabylie       | 1           | 1           | 1            | 1            |              |              |  |  |        |        |        |        |
|  | Coton Sport      | Coton Sport      |                  |                  |             |             |              |              |              |              |  |  |        |        |        |        |
|  | ASC Jaraaf       | ASC Jaraaf       | 0                | 2                |             |             |              |              |              |              |  |  |        |        |        |        |
|  | ASC Jaraaf       | ASC Jaraaf       | 0                | 2                | Coton Sport | Coton Sport | 1            | 0            |              |              |  |  |        |        |        |        |
|  |                  |                  |                  |                  | Coton Sport | Coton Sport | 1            | 0            |              |              |  |  |        |        |        |        |
|  |                  |                  | JS Kabylie       | JS Kabylie       | 2           | 3           |              |              |              |              |  |  |        |        |        |        |
|  | CS Sfaxien       | CS Sfaxien       | JS Kabylie       | JS Kabylie       | 2           | 3           | 0            | 1            |              |              |  |  |        |        |        |        |
|  | CS Sfaxien       | CS Sfaxien       |                  |                  |             |             |              | 1            |              |              |  |  |        |        |        |        |
|  | JS Kabylie       | JS Kabylie       | 1                | 1                |             |             |              |              |              |              |  |  |        |        |        |        |
|  | JS Kabylie       | JS Kabylie       | 1                | 1                |             |             |              |              |              |              |  |  |        |        |        |        |
|  |                  |                  |                  |                  |             |             |              |              |              |              |  |  |        |        |        |        |

## Vainqueur
| Coupe de la Confederation de la CAF Vainqueur 2020-2021 |
| ------------------------------------------------------- |
| Raja Club Athletic 2e titre                             |

## Classements annexes

### Meilleurs buteurs
| Rang | Buteur               | Club           | Buts |
| ---- | -------------------- | -------------- | ---- |
| 1    | Ben Malango          | Raja CA        | 6    |
| 2    | Lambert Gueme Araina | Coton Sport FC | 6    |
| 3    | Soufiane Rahimi      | Raja CA        | 5    |
| 4    | Rédha Bensayah       | JS Kabylie     | 5    |
| 5    | Souleymane Coulibaly | ES Sahel       | 5    |

### Meilleurs passeurs
| Rang | Passeur              | Club           | Passes |
| ---- | -------------------- | -------------- | ------ |
| 1    | Aymen Sfaxi          | ES Sahel       | 4      |
| 2    | Soufiane Rahimi      | Raja CA        | 3      |
| 3    | Lambert Gueme Araina | Coton Sport FC | 3      |
| 4    | Ramadan Sobhi        | Pyramids FC    | 3      |
| 5    | Rédha Bensayah       | JS Kabylie     | 2      |